# 15022 Francinejackson
15022 Francinejackson este o planetă minoră (asteroid) din centura de asteroizi. A fost descoperită pe 20 septembrie 1998 la Observatorul La Silla de Eric Walter Elst și a fost numită după Francine Jackson⁠(d). 
Obiectul prezintă o orbită caracterizată de o semiaxă mare de 2,4066618 UAi, o excentricitate de 0,1784161, o înclinație de 2,23716 ° în raport cu ecliptica.